# Daniel Abraham
Daniel James Abraham (ur. 14 listopada 1969) – amerykański pisarz, twórca science-fiction i fantasy.
Jego krótkie opowiadania pojawiły się w wielu publikacjach i antologiach. Współautor, wydanego pod pseudonimem James S.A. Corey, cyklu Expanse, którego części nominowane były do nagrody Locusa oraz nagrody Hugo, a sam cykl zdobył nagrodę Hugo za najlepszy cykl w 2020 roku. Jego utwór Flat Diane został nominowany do nagrody Nebula. The Cambist oraz Lord Iron: a Fairytale of Economics zostały nominowane do Hugo oraz Nagrody World Fantasy. Mieszka w Albuquerque.

## Publikacje

### CyklThe Long Price Quartet
- Cień w środku lata (ang. A Shadow in Summer; 7 marca 2006)[3]
- A Betrayal in Winter (21 sierpnia 2007)
- An Autumn War (22 lipca 2008)
- The Price of Spring (21 lipca 2009)
- Shadow and Betrayal (21 stycznia 2010)
- Seasons of War (21 stycznia 2010)

### CyklThe Dagger and the Coin Quintet
- Smocza Droga (ang. The Dragon’s Path; 7 kwietnia 2011)[4]
- The King’s Blood (22 maja 2012)
- The Tyrant's Law (14 maja 2013)[5]
- The Widow's House (1 stycznia 2014)[6][7]

### CyklThe Black Sun's Daughter
Cykl napisany pod pseudonimem M.L.N. Hanover.
- Unclean Spirits (2 grudnia 2008)
- Darker Angels (29 września 2009)
- Vicious Grace (30 listopada 2010)
- Killing Rites (29 listopada 2011)
- Graveyard Child (30 kwietnia 2013)

### CyklExpanse
Space opera napisana wraz z Ty Franckiem pod pseudonimem zbiorczym James S.A. Corey;
- Przebudzenie Lewiatana (Leviathan Wakes; 15 czerwca 2011)
- Wojna Kalibana (Caliban's War; 26 czerwca 2012)
- Wrota Abaddona (Abaddon’s Gate; 4 czerwca 2013)
- Gorączka Ciboli (Cibola Burn; 17 czerwca 2014)[9][10]
- Gry Nemezis (Nemesis Games; 2 czerwca 2015)[11]
- Prochy Babilonu (Babylon's Ashes; 6 grudnia 2016)
- Wzlot Persepolis (Persepolis Rising; 5 grudnia 2017)
- Gniew Tiamat (Tiamat's Wrath; marzec 2019)
- Upadek Lewiatana (Leviathan Falls, 2021)

Opowiadania i nowele
- Legion wspomnień (Memory's Legion: The Complete Expanse Story Collection, 2022)
  - The Butcher of Anderson Station (opowiadanie; 2011)
  - Gods of Risk (nowela; 2012)
  - Drive (opowiadanie; 2012)
  - The Churn (nowela; 2014)
  - The Vital Abyss (nowela; 2015)
  - Strange Dogs (nowela; 2017)

### Pozostałe powieści
- Hunter's Run (wraz z Gardnerem Dozoisem oraz George R.R. Martinem; 2007)

### Zbiory opowiadań
- Leviathan Wept and Other Stories (31 maja 2010)

### Komiksy
- A Game of Thrones (2011; wyd. polskie 2012, 2013[12])

### Krótkie opowiadania
- Mixing Rebecca, The Silver Web #13, 1996
- Veritas, Absolute Magnitude, lato 1998
- Jaycee, Asimov’s Science Fiction, grudzień 1999
- Chimera 8, Vanishing Acts (antologia), 2000
- Tauromachia (wraz z Walterem Jonem Williamsem, Sage Walkerem oraz Michaelą Roessner; listopad/grudzień 2000)
- As Sweet, Realms of Fantasy, grudzień 2001
- Exclusion, Asimov’s, luty 2001
- A Good Move in Design Space, Bones of the World (antologia), 2001
- The Lesson Half Learned, Asimov’s, maj 2001
- Gandhi Box, Asimov’s, styczeń 2002
- The Apocrypha According to Cleveland, The Silver Web #15, 2002
- Ghost Chocolate, Asimov’s, sierpień 2002
- The Mechanism of Grace, The Infinite Matrix
- Father Henry's Little Miracle, Wild Cards: Deuces Down (antologia), 2002
- The Bird of Paradise (wraz z Susan Fry), Asimov’s, czerwiec 2003
- Pagliacci's Divorce, The Magazine of Fantasy & Science Fiction (F&SF), grudzień 2003
- An Amicable Divorce, The Dark (antologia), 2003
- Shadow Twin (wraz z Gardnerem Dozoisem oraz George R.R. Martinem), Scifi.com, lato 2004
- Leviathan Wept, scifiction, 7 lipca 2004 (dostępna online)
- Flat Diane, F&SF, październik/listopad 2004 (finalista w 2005 r. otrzymał Nagrodę Nebula za najlepszą Nowelę)
- The Cambist and Lord Iron: A Fairytale of Economics, Logorrhea (antologia), maj 2007 (zdobywca Nagrody Hugo za Najlepszą Powieść w 2008 r. oraz Nagrody World Fantasy za Najlepszą Miniaturę Fantastyczną w 2008 r.)
- Balfour and Meriwether in the Adventure of the Emperor's Vengeance, Enemy Of The Good: Postscripts #19 (antologia), październik 2009
- The Curandero and the Swede, Fantasy & ScienceFiction, marzec 2009
- Hurt Me, Songs of Love and Death (antologia), Listopad 2010, (jako M.L.N. Hanover)
- Balfour and Meriweather in the Vampire of Kabul, 2011